# Касимов, Кубад Абдулла оглы
Кубад Абдулла-оглы Касимов (азерб. Qubad Abdulla oğlu Qasımov; 9 июля 1896—1993) — азербайджанский и советский музыковед

, кандидат исторических наук (1949). Заслуженный работник культуры АзССР (1968).

## Биография
Родился в селе Каргабазар Джебраильского уезда Елизаветпольской губернии. В 1928 окончил исторический отдел восточного факультета Азербайджанского университета. В 1921—1939 директор Азербайджанского телеграфного агентства, заведующий отделом и ответственный секретарь газеты «Коммунист», «Ени-Ел», «Бакинский рабочий». В 1940—1944 старший научный сотрудник научно-исследовательского кабинета музыки при Азербайджанской консерватории. В 1945—1950 учёный секретарь Института азербайджанского искусства АН АзССР. В 1951—1954 преподаватель (с 1954 доцент), с 1952 заведующий кафедрой, в 1953—1955 декан Высшего заочного педагогического института. В 1955—1970 руководитель отдела истории азербайджанской музыки, с 1971 старший научный сотрудник Института архитектуры и искусства АН АзССР.

## Произведения
Автор исследований и статей, посвящённых преимущественно истории развития азербайджанской музыкальной культуры.
- «Музыкальная культура Азербайджана XII в.» (в кн.: Низами. Баку, 1947),
- «К истории азербайджанского театра» (в Доклады АН Азербайджанской ССР, № 4. Баку, 1947),
- «Очерки музыкальной культуры Азербайджана XII в.» (в кн.: Искусство Азербайджана, т. 2. Баку, 1949),
- «Зарождение и развитие азербайджанского музыкального театра» (в кн.: Искусство Азербайджана, т. 3 Баку, 1950),
- «Об одном средневековом трактате по музыке» ("Доклады АН Азербайджанской ССР, Баку, 1957, № 1),
- «О ранних постановках азербайджанского театра» (там же, Баку, 1957, № 7), «Театр» (в кн.: Советский Азербайджан. Баку, 1958),
- «Физули и азербайджанская музыка» (альманах «Искусство», Баку, 1958, № 3, на азерб. яз.),
- «О ранних нотных записях азербайджанских народных песен» («Доклады АН Азербайджанской ССР»), Баку, 1959, № 10),
- «Народное творчество. Музыка, театр. кино» (в кн.: Народы мира, т. 1, ч. 2. М., 1962),
- «Музыкальная культура Азербайджана XVI—XVII вв», (в кн.: Искусство Азербайджана. Баку, 1962), сост. и авт. коммент. в изд. Сочинений Уз. Гаджибекова (на азерб. яз., т. 1. Баку, 1964, т. 2. Баку, 1965, т. 3 и 4. Баку, 1968),
- «Музыкальное искусство республик Закавказья. Азербайджан» (совм. с Э. Абасовой, в кн.: История музыки народов СССР, т. 1, М., 1966, то же, т. 2. М., 1968),
- «Узеир Гаджибеков — музыкант-публицист» (совм. с Э. Абасовой, в кн.: Искусство Азербайджана, т. 12 Баку, 1966),
- «Узеир Гаджибеков — музыкант-публицист» (совм. с Э. Абасовой, в кн.: Музыка народов Азии и Африки. М., 1973),
- «Как легендарный Фархад» (к 90-летию со дня рождения Уз. Гаджибекова, журн. «Литературный Азербайджан», 1975, № 11).
- Соч.: Узеир Гаджибеков. Баку. 1941, на азерб. яз., 2-е изд. 1949; Узеир Гаджибеков. Баку, 1945;
- Муслим Магомаев (жизнь и творчество). Баку, 1948, 2-е изд. 1956;
- Азербайджанский гос. ордена Ленина театр оперы и балета им. М. Ф. Ахундова (совм. с А. Бадалбейли) М., 1959;
- Музыка Советского Азербайджана. Баку, 1960;
- Очерки музыкальной культуры Советского Азербайджана (совм. с Э. Абасовой). Баку. 1970.